# Тулумбай (аул)
Тулумба́й — аул в Азовском немецком национальном районе Омской области. Входит в Сосновское сельское поселение.
Расположен в 25-30 км к юго-западу от Омска.

## История
Селение заведено в 1914 году как переселенческий посёлок в Новинской волости Омского уезда Акмолинской области переселенцами из малоросских губерний на урочище Тулумбай.
На 1920 год в участке насчитывалось 27 дворов, 171 человек.
На 1925 год участок входил в Поповский сельский совет. Насчитывалось 30 хозяйств, 140 человек.
На 1926 год имелась школа, 36 дворов.
На 1991 год аул входил в Сосновский сельский совет Омского района. Являлся фермой совхоза «Память Тельмана».

## Инфраструктура
На 2021 год имелась школа. Обучение ведётся на русском языке.

## Население
| 1926 | 2002 | 2010 | 2021 |
| ---- | ---- | ---- | ---- |
| 177  | ↘108 | ↘77  | ↗108 |

- 1920—171 человек (12 дворов великороссов, 15 дворов украинцев);
- 1925—140 человек;
- 1926—177 человек (89 м — 88 ж).